# Malawi Railways

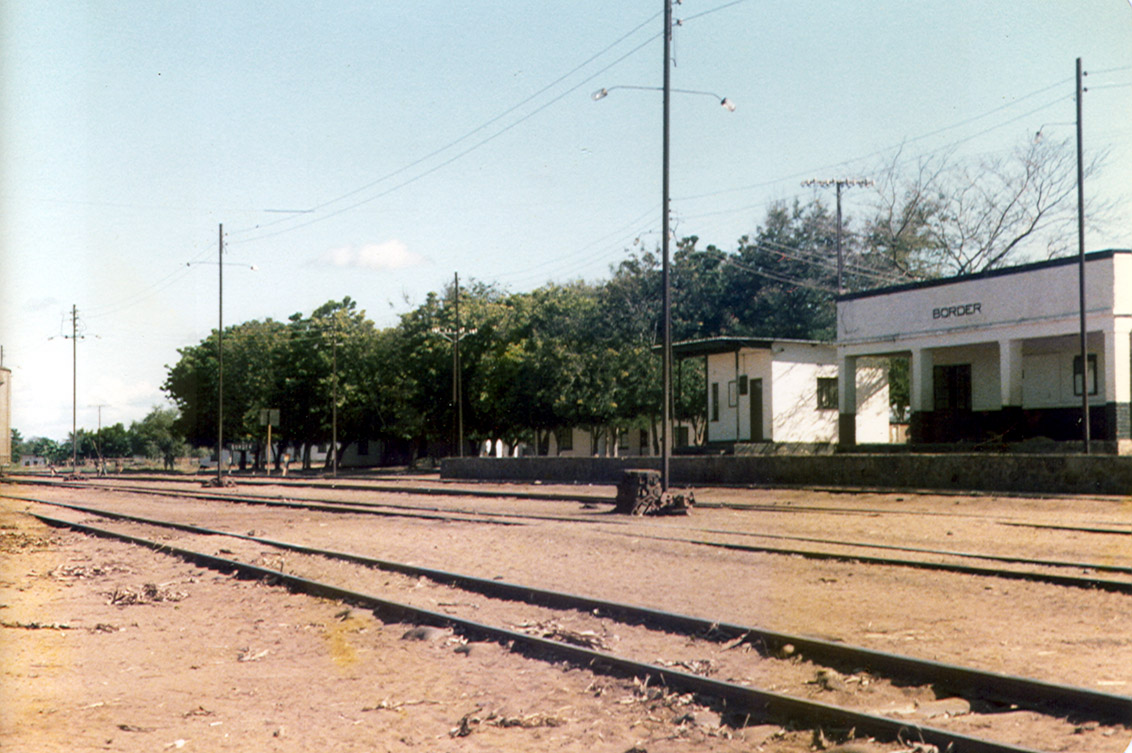
Gare malawite près de la frontière avec le Mozambique, 1984.

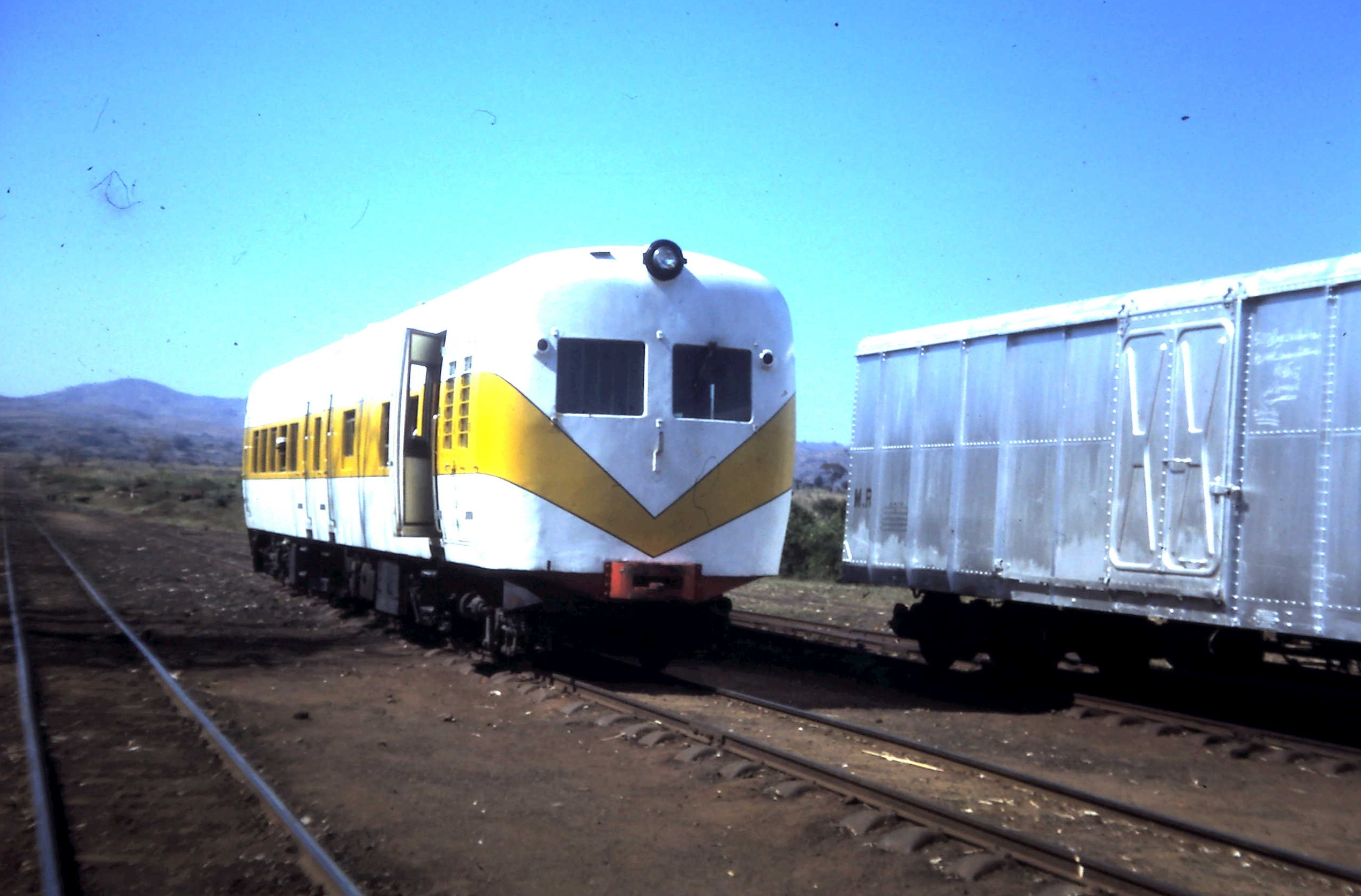
Automotrice diesel des Malawi Railways, 1984.

Malawi Railways (« Chemins de fer du Malawi ») était une entreprise publique de transport ferroviaire du Malawi jusqu'à sa privatisation en 1999. À partir du 1er décembre 1999, le consortium Central East African Railways gagne les droits d'exploitation du réseau. C'est la première privatisation ferroviaire en Afrique n'impliquant pas un opérateur parapublic.

## Histoire
Après avoir obtenu son indépendance en 1964, le Malawi, auparavant Nyassaland, hérite d'un réseau ferroviaire de trois chemins de fer. Il y avait la Shire Highlands Railway qui reliait Salima, sur le lac Malawi, à Port Herald (aujourd'hui Nsanje) sur la rivière Shire, via Blantyre ; le Central African Railway reliait Port Herald à Vila Fontes (aujourd'hui Caia), au Mozambique portugais ; et le Trans-Zambezia Railway reliait Vila Fontes à Beira, toujours au Mozambique portugais. Le réseau était opéré comme un système unique et intégré du Malawi, alors même que le Trans-Zambezia Railway était situé entièrement en territoire étranger.
Toutes les lignes étaient à voie étroite et voie unique et le Shire Highlands Railway avait, en particulier, des virages serrés et des déclivités importantes, ce qui fait que le système était inadapté aux trains lourds. Les coûts de maintenance étaient élevés et les volumes de fret très bas, plus de trois inférieurs à ceux de Rhodésie et des lignes d'Afrique de l'Est,. Quoique coûteuse et peu performante, la liaison ferroviaire avec Beira resta une voie majeure du transport en vrac jusqu'en 1979, date à laquelle elle fut détruite par le RENAMO durant la guerre civile au Mozambique. À ce moment, le Malawi opérait une seconde liaison ferroviaire avec le port de Nacala, au Mozambique ; cette ligne est, de nos jours, la principale en ce qui concerne les importations et les exportations.
De 1974 à 1979, le Malawi travailla avec la Canadian International Development Agency (CIDA), laquelle contribua au financement de 110 km d'une nouvelle voie entre Salima et Lilongwe, dans le cadre du Malawi-Canada Railway Project.

## De nos jours
Une ligne à 1 067 mm d'écartement, longue de 797 km, va de Mchinji, à la frontière avec la Zambie, à l'est, jusqu'à Makhanga, dans le sud, en passant par Lilongwe et Blantyre. À la jonction de Nkaya, elle est connectée avec le « corridor de Nacala » qui se dirige à l'est jusqu'au port en eau profonde de Nacala, sur l'océan Indien, via Nayuchi. La branche sud, de Makhanga à Beira, au Mozambique, a été fermée au déclenchement de la guerre civile du Mozambique ; les plans de sa reconstruction n'ont toujours pas été concrétisés. Une extension, de Mchinji à Chipata, en Zambie, a été ouverte en 2010, et il existe un projet de connexion avec le chemin de fer Tanzanie-Zambie (TAZARA) à Mpika.
Le trafic concerne essentiellement des produits exportés via Nacala ; il s'agit notamment de sucre, de tabac, de pois d'Angole et de thé. Les flux d'importation concernent les engrais, le carburant, des produits de consommation en conteneurs et des produits alimentaires dont l'huile végétale et les céréales. Un service de passagers, subventionné par le gouvernement, fonctionne trois fois par semaine dans les directions de Blantyre à Makhanga et vers la frontière avec le Mozambique, à Nayuchi.
Le pont de Rivirivi a été endommagé par le cyclone Delfina (en) en janvier 2003 ; il a rouvert en 2005. Le port de Nacala et le chemin de fer ont été tous les deux concédés au Central East African Railways  en janvier 2005.
En juillet 2006, Taïwan a fourni quatre locomotives diesel-électriques de la série R20 (EMD G12), R56, R57, R58 et R59 aux Malawi Railways.[Passage contradictoire] Deux d'entre elles avaient servi comme locotracteurs et les deux autres n'avaient jamais été utilisées.

### Traduction
- (en) Cet article est partiellement ou en totalité issu de l’article de Wikipédia en anglais intitulé « Malawi Railways » (voir la liste des auteurs).